# Ikonen Guds Moder av Częstochowas kyrka
Ikonen Guds Moder av Częstochowas kyrka är en polsk-ortodox kyrkobyggnad, belägen i staden Częstochowa i Schlesiens vojvodskap i södra Polen.
Kyrkan är helgad åt en ikon vid namn Guds Moder av Częstochowa och tillhör Łódź och Poznańs stift.

## Historik
Kyrkans första hörnsten invigdes i oktober 1998 av patriarken av Konstantinopel Bartolomaios I.